# Julia Koschitz

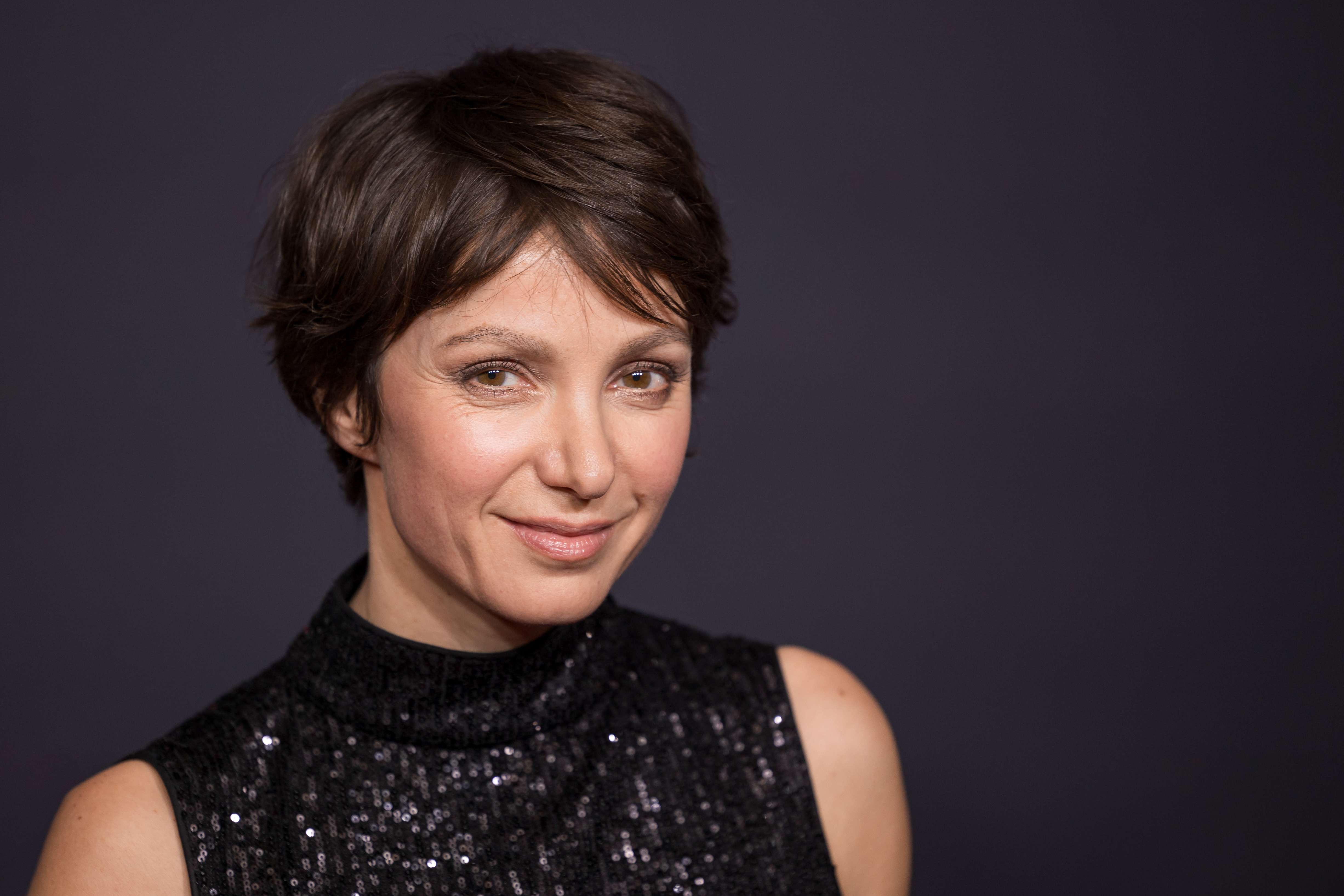
Julia Koschitz (2024)

Julia Koschitz (* 26. Dezember 1974 in Brüssel, Belgien) ist eine österreichische Schauspielerin.

## Leben
Koschitz wuchs als Tochter von Wiener Eltern in Frankfurt am Main auf und machte an der Elisabethenschule das Abitur. Ihr Vater arbeitete in der Werbung.
Von ihrem vierten bis zu ihrem 16. Lebensjahr erhielt Koschitz eine Ballettausbildung und wollte ursprünglich Tänzerin werden. Ihre Schauspielausbildung absolvierte sie von 1995 bis 1998 am Franz Schubert Konservatorium in Wien.
Ihr erstes festes Engagement hatte sie von 1998 bis 2000 am Landestheater Coburg,  wo sie unter anderem die Marie in Georg Büchners Woyzeck, Hero in Shakespeares Viel Lärm um nichts, Virginia in Bertolt Brechts Leben des Galilei und Annie in Franz Xaver Kroetz’ Oberösterreich spielte.
Anschließend war sie von 2000 bis 2002 Ensemblemitglied am Theater Regensburg und spielte dort Rollen wie die Sarah in Thomas Bernhards Der Theatermacher oder Johanna in Schillers Die Jungfrau von Orleans, Hermia in Shakespeares Sommernachtstraum, Lysistrata oder Julie in Igor Bauersimas norway.today. In Gastproduktionen wirkte sie mit am Teamtheater Tankstelle, München, wo sie unter anderem neben Markus Anton als Schustersfrau in Lorcas Die wundersame Schustersfrau zu sehen war, als Sonja in Yasmina Rezas Drei Mal Leben oder als Else in Arthur Schnitzlers Fräulein Else. Darauf folgten Engagements am kleinen Theater – Kammerspiele Landshut, und sie feierte große Erfolge in den Inszenierungen von Sven Grunert als Abby in Tag der Gnade von La Bute und als Antigone in Antigone von Sophokles (eingeladen auf das Europäische Theaterfestival nach Hermannstadt).
Bei den Bayerischen Theatertagen 2006 erhielt sie den Darstellerpreis in Grunerts Inszenierung für die Titelrolle in Henrik Ibsens Nora. 2007 spielte sie in Edward Albees Wer hat Angst vor Virginia Woolf? die Martha (eingeladen auf die Bayerischen Theatertage 2009) und 2008 in Yasmina Rezas Der Gott des Gemetzels.
In der Fernsehserie München 7 war sie ab der ersten Staffel 2004 als Polizistin Sandra Holzapfel zu sehen. In der Sat.1-Comedyserie Allein unter Bauern spielte sie an der Seite von Christoph M. Ohrt eine Dorfärztin. Von 2008 bis 2011 war sie in der Fernsehserie Doctor’s Diary als Dr. Maria Hassmann zu sehen. 2008 spielte sie in dem Fernsehfilm Putzfrau Undercover die Hauptrolle einer gefeuerten Patentanwältin, 2011 im Fernsehfilm Männer ticken, Frauen anders neben Tim Bergmann die Hauptrolle einer Karrierefrau, die sich nicht nur mit weiblichen Waffen in einer männlich dominierten Ratingagentur zu behaupten versteht.
Im Drama Der letzte schöne Tag, das 2013 mit dem Grimme-Preis ausgezeichnet wurde, trat sie als Mutter und Ärztin auf, deren Suizid ihre Familie schockiert. Bei der Grimme-Preis-Verleihung 2014 erhielt sie eine Spezial-Nominierung für ihre schauspielerische Leistung in den ZDF-Filmen Pass gut auf ihn auf! und Tödliche Versuchung.
Im Kino war Koschitz unter anderem in zwei preisgekrönten Spielfilmen von Ralf Westhoff zu sehen. In der Speed-Dating-Komödie Shoppen gehörte sie als Susanna zum Hauptensemble, im Liebesfilm Der letzte schöne Herbsttag war sie die Hauptfigur Claire. Zusammen mit Florian David Fitz, Jürgen Vogel, Miriam Stein, Volker Bruch und Hannelore Elsner drehte sie 2013 unter der Regie von Christian Zübert die Tragikomödie Hin und weg. Koschitz lebt seit 2002 in München.

## Filmografie
- 2004–2016: München 7
- 2006: Shoppen, Regie Ralf Westhoff
- 2007: Allein unter Bauern (TV-Serie)
- 2007: Die Jäger des Ostsee-Schatzes
- 2007: Tatort: Der Traum von der Au (Fernsehreihe)
- 2008: Putzfrau Undercover
- 2008–2011: Doctor’s Diary
- 2009: Der Fall des Lemming
- 2009: Höllenritt (Kurzfilm)[8]
- 2009: Woran dein Herz hängt
- 2009: Ein Hausboot zum Verlieben
- 2009: Wohin mit Vater?
- 2010: Teufelskicker
- 2010: Der Einsturz – Die Wahrheit ist tödlich
- 2010: Der Kaiser von Schexing[9]
- 2010: Der letzte schöne Herbsttag
- 2011: Das Beste draus machen (Kurzfilm)
- 2011: Vermisst – Alexandra Walch, 17
- 2011: Männer ticken, Frauen anders
- 2011: Uns trennt das Leben
- 2011: Das Wunder von Kärnten
- 2011: Der letzte schöne Tag
- 2012: Tatort: Schmuggler
- 2012: Der Klügere zieht aus
- 2012: Ruhm
- 2013: Tödliche Versuchung
- 2013: Pass gut auf ihn auf!
- 2013: Wenn es am schönsten ist
- 2013: Bocksprünge
- 2013: München Mord: Wir sind die Neuen (Fernsehreihe)
- 2014: In gefährlicher Nähe
- 2014: Tatort: Großer schwarzer Vogel
- 2014: Die Toten von Hameln
- 2014: Hin und weg
- 2015: Harter Brocken (Fernsehfilm)
- 2015: Am Ende des Sommers
- 2015: Gespensterjäger – Auf eisiger Spur
- 2015: Unsichtbare Jahre
- 2015: Zweimal lebenslänglich
- 2015: Kleine Ziege, sturer Bock
- 2015: Vertraue mir
- 2016: Jonathan
- 2016: Schweigeminute
- 2016: Das Sacher. In bester Gesellschaft
- 2017: Spuren des Bösen: Begierde (Fernsehreihe)
- 2017: Happy Burnout
- 2017: Gift
- 2017: Hanni & Nanni – Mehr als beste Freunde[10]
- 2017: Am Ruder (Fernsehfilm)
- 2017: Harter Brocken: Der Bankraub
- 2018: Tatort: Mord ex Machina (Fernsehreihe)
- 2018: Gefangen – Der Fall K.
- 2018: Stadtkomödie – Geschenkt (Fernsehreihe)
- 2018: Counterpart (Fernsehserie)
- 2019: Wie gut ist deine Beziehung?
- 2019: Balanceakt (Fernsehfilm)
- 2019: Im Schatten der Angst  (Fernsehreihe)
- 2019: Der Kriminalist – Gefährliche Liebschaft
- 2019: Weil du mir gehörst
- 2019: Unterm Birnbaum (Fernsehfilm)
- 2020: Die Wolf-Gäng (Kinofilm)
- 2020: Das Gesetz sind wir (Fernsehfilm)
- 2020: Das schaurige Haus (Kinofilm)
- 2020: Wer einmal stirbt dem glaubt man nicht (Fernsehfilm)
- 2020: Auf dünnem Eis (Fernsehfilm)
- 2021: Am Anschlag – Die Macht der Kränkung (Fernsehserie)
- 2021: Ein Hauch von Amerika (Miniserie)
- 2022: Souls (Fernsehserie)
- 2022: Eismayer (Kinofilm)
- 2023: Im Schatten der Angst – Du sollst nicht lügen (Fernsehreihe)
- 2024: 80 Plus (Alternativtitel Toni und Helene, Kinofilm)[11]
- 2024: Ewig Dein (Fernsehfilm)
- 2024: Herrhausen – Der Herr des Geldes (Miniserie)
- 2024: Landkrimi: Steirergift (Fernsehreihe)
- 2024: Der Vierer (Kinofilm)
- 2025: Nix ist fix (Fernsehfilm)
- 2025: Das verschwundene Kind (Fernsehfilm)

## Hörspiele (Auswahl)
- 2022: Edgar Linscheid und Stuart Kummer: GRЁUL – Die Legende erwacht (WDR)[12]
- 2024: Edgar Linscheid und Stuart Kummer: GRЁUL 2 – Die Legende lebt (Hörspiel – WDR)[13]

## Auszeichnungen
- 2014: Deutscher Schauspielerpreis für die Hauptrolle in Pass gut auf ihn auf!
- 2014: Bayerischer Fernsehpreis als beste Schauspielerin in der Kategorie ‚Fernsehfilm‘ für ihre Rolle in Pass gut auf ihn auf!
- 2014: Goldene Nymphe, Festival de Télévision de Monte Carlo in der Kategorie Beste Hauptdarstellerin für ihre Rolle in Pass gut auf ihn auf!
- 2019: Festival des deutschen Films, Preis für Schauspielkunst